# Лобно (озеро, Тверская область)
Лобно — озеро в западной части Тверской области, расположено на территории Андреапольского района. Принадлежит бассейну Западной Двины.
Находится в 19 километрах (по прямой) к северо-западу от города Андреаполь. Высота над уровнем моря — 262,6 метра. Длина озера около 4 км, ширина до 1,8 км. Площадь водной поверхности составляет 4,6 км². Длина береговой линии — 10 км. С юго-запада озеро окружено болотом. В северо-восточную часть впадает река Городня. Из северной части озера вытекает река Лобница (бассейн Торопы).
На северо-западном берегу находится деревня Лобно, на юго-восточном — Марьино. Ранее на берегу озера также находилась деревня Митино и посёлок Бокаревский.